# Pokémon Trading Card Game
Pokémon Trading Card Game (Pokémon TCG) o, en català, Pokémon Joc de Cartes Col·leccionables (Pokémon JCC) és un joc de cartes col·leccionables basat en la franquícia de videojocs Pokémon, llençat al mercat l'octubre de 1996 per Media Factory al Japó. L'any 1999 Wizards of the Coast - la mateixa companyia que distribueix Magic: The Gathering - comença a distribuir el joc als Estats Units i Europa, tot i que des del juliol de 2003 Nintendo va transferir els drets a The Pokémon Company.
Pokémon JCC ha tingut un gran èxit i en els últims anys ha estat el joc de cartes col·leccionables més popular del mercat. Gran part de l'èxit s'explica pel fenomen Pokémon i perquè simula de manera molt estreta l'essència de la saga: per una banda, les cartes col·leccionables actuen com una Pokédex física i emula la recerca i captura de les criatures en el joc; per altra, quan es juga amb una altra persona es recrea una batalla Pokémon tal com es viu en la saga de videojocs i en la sèrie d'animació. Des del seu naixement s'han venut més de 30 bilions de cartes i el joc ha estat traduït a 13 idiomes. No en tots els idiomes s'ha publicat la col·lecció completa de cartes, que compta amb 90 expansions en l'edició anglesa i 83 expansions en l'edició japonesa, a banda d'altres expansions especials. Amb tot, la quantitat de cartes que componen la col·lecció se situa vora les 10.000 unitats.

## Història
Abans que es publiqués Pokémon Roig i Verd al Japó ja s'estava investigant com expandir la sèrie més enllà dels videojocs. Tsunekazu Ishihara, el fundador de Creatures, Inc, havia estudiat diferents tipus de jocs de taula i va adonar-se que el sistema de funcionament del videojoc era molt compatible amb un joc de cartes col·leccionables. El joc es va concebre amb la idea d'imitar la figura de l'entrenador Pokémon, i s'estableixen moltes similituds amb la mecànica del joc: els combats són, generalment, d'un Pokémon contra un altre, amb opció de tenir-ne fins a 5 en reserva, així com en el joc es pot tenir un màxim de 6 Pokémon a l'equip. I, així mateix, s'estableixen similituds entre els objectes: la baralla de cartes fa la mateixa funció que el PC en el videojoc, i la col·lecció de cartes fa el paper de Pokédex.
En el moment del llançament als Estats Units, Pokémon TCG ja era considerat el segon joc de cartes més popular al Japó. En aquell moment, el joc es va descriure com una versió més simpàtica i amable de Magic, amb gràfics i normes més senzilles per atraure un públic més jove. La recepció va ser molt bona: en menys de 6 setmanes, s'havien venut 400.000 paquets de cartes.
Coincidint amb el vintè aniversari de la franquícia i el llançament de Pokémon GO, l'any 2016 Pokémon JCC viu un impuls i pateix un gran increment en vendes. A Europa, a va experimentar un augment del 42% a Anglaterra, un 56% a Espanya i un 644% a Itàlia. Es va coronar com a joc de cartes d'estratègia número 1 al continent. Actualment ja es considera el segon joc de cartes col·leccionables més jugat al món (per davant de Yu-Gi-Oh! i per darrere de Magic: The Gathering). Els últims anys la tendència s'ha mantingut i ha arribat a tenir uns ingressos récord l'any 2020: 1.100 milions de dòlars. A finals de 2021, per celebrar el vint-i-cinquè aniversari de Pokémon, es llança la col·lecció Celebracions, que inclou un joc de 50 cartes reeditades d'entre les més populars de tota la col·lecció.
El joc no ha deixat de rebre nous jugadors i, especialment des de 2010, els desenvolupadors del joc han invertit molts esforços en equilibrar la balança perquè els jugadors veterans no tinguin un avantatge excessiu sobre els principiants. Per bé que cada edició ha introduït idees de joc noves, s'ha intentat que les noves aportacions no dificultessin entendre la mecànica bàsica del joc, per fer-lo accessible a tothom, a més de comptar sempre amb l'element d'atzar.

## Regles del joc
Els jugadors de Pokémon JCC es posen a la pell d'un entrenador que utilitza Pokémon per derrotar els Pokémon del seu contrincant. Una baralla del Pokémon JCC ha de tenir 60 cartes i ha d'incloure necessàriament els tres tipus de cartes que existeixen, que són: 
- Cartes Pokémon: encarregades d'efectuar i rebre els atacs. Per a això tenen uns punts de salut (PS), que quan s'esgotin el deixaran fora de combat. A cada torn, si tenen l'energia suficient, poden atacar l'adversari i restar-li els PS corresponents. Com en el videojoc, els Pokémon poden evolucionar i fer-se més forts. Cada Pokémon pertany a un tipus entre 11 possibles.
- Cartes d'energia: necessàries perquè els Pokémon puguin dur a terme els atacs o altres accions del joc. Existeixen cartes d'energia per a cadascun dels 11 tipus de Pokémon que hi ha al joc.
- Cartes d'entrenador: utilitzades per canviar les condicions de la batalla. Poden ser una carta d'objecte, una carta de partidari o una carta d'estadi.

Amb aquestes limitacions, cada jugador pot confeccionar la baralla de joc al seu gust, tot i que també cal respectar que en una baralla no hi pot haver una mateixa carta de Pokémon o d'entrenador repetida més de 4 cops.

### Condicions per guanyar
Es pot guanyar la partida per tres vies:
- Guanyar les 6 cartes de premi. Generalment es guanya una carta de premi cada cop que un dels Pokémon de l'altre jugador queden fora de combat, tot i que en alguns casos es poden guanyar 2 o fins i tot 3 cartes de premi d'un sol cop.
- Deixar l'adversari sense Pokémon. Si l'altre jugador es queda sense Pokémon per treure a lluitar, la partida s'acaba encara que no s'hagin recollit les 6 cartes de premi.
- Buidar la baralla de l'adversari. Si l'altre jugador ha fet servir totes les cartes de la baralla i no en pot treure cap més, la partida s'acaba.

### Zones del tauler
El joc es pot desenvolupar en una superfície plana que tingui l'espai suficient per distribuir bé totes les cartes, com una taula, per bé que en els tornejos és habitual que la partida es jugui sobre un tauler personalitzat, amb les zones delimitades. Es distingeixen les zones següents:
- La baralla: Zona situada habitualment a la dreta del jugador. És on es posen les 60 cartes (barrejades i de cap per avall) al principi de la partida.
- El descartament: Zona situada al costat de la baralla. És on es deixen els Pokémon fora de combat, amb les cartes d'energia i d'objecte que tenien assignades, així com altres cartes d'entrenador d'un sol ús.
- Mà: No és un espai físic sobre la zona de joc, sinó que es tracta de les cartes que el jugador té en mà.
- Cartes de premi: Zona situada habitualment a l'esquerra del jugador. És on es posen les 6 cartes de premi que només es podran obtenir després de deixar un Pokémon contrari fora de combat.
- Pokémon actiu: Zona situada al mig del tauler, davant del jugador. És on se situa el Pokémon que està combatent en aquell moment. Quedarà situat davant per davant amb el Pokémon del jugador contrari.
- Banca: Zona situada just davant del jugador, per darrere del Pokémon actiu. És on es poden guardar fins a 5 Pokémon en reserva, esperant per sortir a la zona de Pokémon actiu.

### Tipus de cartes Pokémon
En la saga de videojocs, cada Pokémon té un o dos tipus que permet establir relacions de fortalesa i debilitat. Això s'ha adaptat en mode simplificat a Pokémon JCC, de manera que hi ha una similitud però no una correspondència exacta. A mesura que ha passat el temps, han aparegut nous tipus de carta. La segona generació de la saga (Pokémon Or i Plata) van incorporar tant al videojoc com al joc de cartes els tipus fosc i metàl·lic. L'any 2012 es decideix introduir al joc de cartes un tipus que ja havia existit a la saga des dels seus inicis: el tipus drac. Amb la introducció de la sisena generació (Pokémon X i Y) apareix el tipus fada, i el 2014 s'incorpora aquest tipus també al joc de cartes.
| Tipus de carta | Color | Any  | Correspondència amb els videojocs |
| -------------- | ----- | ---- | --------------------------------- |
| Incolora       | Blanc | 1996 | Normal, Volador, Drac             |
| Herba          | Verd  | 1996 | Herba, Bestiola, Verí             |
| Foc            | Roig  | 1996 | Foc                               |
| Aigua          | Blau  | 1996 | Aigua i Gel                       |
| Raig           | Groc  | 1996 | Elèctric                          |
| Psíquica       | Lila  | 1996 | Psíquic, Fantasma, Verí, Fada     |
| Lluita         | Marró | 1996 | Lluita, Roca, Terra               |
| Fosca          | Negre | 2000 | Fosc, Verí                        |
| Metàl·lica     | Plata | 2000 | Metàl·lic                         |
| Drac           | Or    | 2012 | Drac                              |
| Fada           | Rosa  | 2014 | Fada                              |

## Desenvolupament de la partida

### Preparació
Els jugadors han de barrejar les seves baralles i deixar-les a la zona corresponent, de cap per avall, i es tira una moneda per decidir qui comença a col·locar les cartes. Per torns, cada jugador agafarà les 7 primeres cartes i se les quedarà a la mà, sense que l'altre jugador les vegi. Entre aquestes 7 caldrà escollir quin serà el Pokémon bàsic que lluitarà primer i es posarà a la zona de Pokémon actiu de cap per avall. En cas de tenir més d'un Pokémon bàsic, els que no s'hagin escollit com a Pokémon actiu es poden posar a la banca, també capgirats. En la ronda de preparació no es poden adjuntar cartes d'energia o entrenador i no es pot evolucionar cap Pokémon. Pot donar-se el cas que algun dels dos jugadors no tingui cap Pokémon bàsic a la mà. Si això passa, la partida no pot començar i es declara un mulligan (segona oportunitat). El jugador en qüestió rep una penalització i ha de mostrar les 7 cartes que tenia en mà al contrincant. Un cop fet, ha de tornar les cartes que tenia a la baralla, barrejar-la de nou i treure 7 noves cartes. Després, el contrincant pot robar una carta més de la seva baralla.
Quan les cartes dels dos jugadors estiguin situades, es retiraran les 6 primeres cartes de la baralla a la zona de les cartes de premi, i se situaran mirant avall. Després que els dos jugadors tinguin totes les cartes de premi situades, la partida pot començar i es mostraran els Pokémon actius i els de la banca.

### Desenvolupament
Quan comença la partida es van succeint els torns. Cada torn té 3 parts:
- Robar una carta de la baralla (si queden cartes a la baralla; en cas que no, la partida s'acaba).
- Dur a terme les accions següents (en qualsevol ordre):
  - Col·locar Pokémon bàsics de la mà a la banca (tants com es vulgui fins que la banca estigui plena).
  - Evolucionar Pokémon (si es tenen les cartes adients i ha passat un torn després d'haver tret el Pokémon al tauler). Quan un Pokémon evoluciona, conserva totes les cartes que tenia unides i els comptadors de dany, però desapareixen les condicions especials.
  - Assignar una carta d'energia al Pokémon actiu o a algun dels de la banca (només una carta per torn).
  - Jugar cartes d'entrenador (tantes cartes d'objecte com es vulgui, però màxim una carta de partidari i una carta d'estadi per torn).
  - Retirar el Pokémon actiu i canviar-lo per un de la banca (sempre que es pugui pagar el cost de retirada).
  - Utilitzar les habilitats dels Pokémon (tantes com Pokémon amb habilitat es tingui sobre el tauler).
- Atacar (si es pot i es tenen cartes d'energia suficients). Es compten els punts de salut que cal restar després d'aplicar condicions, resistències i debilitats, i s'actualitza el comptador de dany. Si el Pokémon contrari queda debilitat, es pot triar una de les cartes de premi del jugador que ha efectuat l'atac.

Amb l'atac el torn es dona per finalitzat i passa al contrincant, de manera que el jugador que acaba d'atacar ja no pot efectuar més accions fins després que ataqui l'altre jugador. Tots els torns mantenen la mateixa estructura a diferència del primer torn, on el primer jugador no podrà atacar ni jugar cartes de partidari. Sí que podrà fer-ho, en canvi, el segon jugador.

### Final
La partida acaba quan un jugador ha guanyat les 6 cartes de premi o ha deixat el contrincant sense Pokémon o sense cartes a la baralla. Si en el mateix torn es debiliten els dos últims Pokémon de cada jugador simultàniament es declara un empat. Per desempatar, es torna a començar una nova partida però només amb una sola carta de premi.

## Expansions del joc
Es publiquen 4 expansions del joc cada any, a ritme d'una per trimestre. Cadascuna de les expansions compta amb quatre o cinc pokémon principals, que s'escullen en coherència amb la temàtica de l'expansió i buscant l'equilibri amb els tipus de Pokémon i les evolucions per definir com serà cada carta.

## Col·lecció de cartes

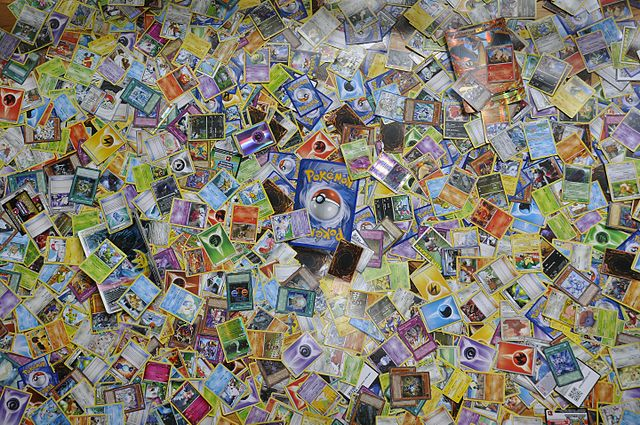
Col·lecció de cartes de Pokémon

A més de servir per jugar, hi ha qui únicament col·lecciona les cartes. La col·lecció sencera de Pokémon JCC puja a més de 10.000 cartes, distribuïdes en les més de 90 expansions, però no totes les cartes són igualment fàcils d'aconseguir. Per una banda, perquè les cartes de les primeres expansions, s'han convertit en exclusives per ser antigues i poc habituals; i per altra, perquè no totes les cartes s'han imprès en la mateixa quantitat. A la cantonada inferior dreta de cada carta hi ha la marca que indica quina és la seva raresa: un cercle per a les cartes comunes (que sol correspondre a cartes de Pokémon bàsics), un rombe per a les infreqüents (que sol correspondre a les cartes de Pokémon de fase 1 i a les cartes d'entrenador) i una estrella per a les rares (que inclou les cartes de Pokémon de fase 2 i els llegendaris). Les cartes poden ser, a més, hologràfiques, la qual cosa fa que el seu valor augmenti, o tenir dissenys variats com ser una carta amb el dibuix de cos sencer, amb efecte irisat o varicolor. Altres variacions de cartes rares són les cartes EX, les GX, les V i les VMAX, i per acabar, es troben les cartes d'edició limitada donades en esdeveniments especials.
Com més rara és una carta, més difícil de trobar i més valor de mercat pren. Les cartes de la primera edició, conegudes com shadowless -sense ombra- pel fet que són l'única tirada de cartes sense una ombra que envolta el marc de la il·lustració, tenen un gran valor.-Casos de cartes amb errades, proves d'impressió o cartes impreses com a regals exclusius d'esdeveniments puntuals són exemples de les cartes més buscades. Algunes cartes es poden arribar a vendre individualment per centenars o milers d'euros, però en el cas de les cartes que han sortit a subhasta s'ha arribat fins a les desenes de milers d'euros o, en algun cas, centenars de milers d'euros.

## Il·lustracions
Les primeres cartes van ser dissenyades per Ken Sugimori - director artístic de les set primeres generacions de la saga -, Mitsuhiro Arita i Keiji Kinebuch. Després del traspàs de la llicència a The Pokémon Company es va obrir la porta a altres artistes i ara la llista ha crescut fins als 150 artistes de diferents procedències que han fet els seus dissenys amb tècniques del tot diverses. Cada carta es dissenya com si fos una nova pàgina de l'enciclopèdia Pokémon, així que la imatge del Pokémon ha de coincidir amb el caràcter i l'imaginari creat en els videojocs i la sèrie d'animació. No obstant, també s'intenta recrear situacions no vistes anteriorment, per mostrar costats sorprenents de cada espècie.

### Pokémon Illustration Contest
Per poder incorporar nous estils i noves mirades a les il·lustracions de les cartes, l'any 2019 Creatures, Inc. i The Pokémon Company van començar a organitzar el Pokémon Illustration Contest. En cada edició es marquen uns Pokémon concrets i unes condicions a respectar i s'aporta informació detallada perquè els il·lustradors puguin conèixer al màxim les característiques de cada Pokémon. Les dues primeres edicions van ser limitades a il·lustradors japonesos, però a l'edició actual s'ha ampliat també als Estats Units. Entre els premis es poden trobar recompenses en metàl·lic i la possibilitat de veure les il·lustracions premiades en cartes promocionals.
- Primera edició (2018-2019). Els Pokémon escollits eren Eevee, Gardevoir, Solgaleo, Darkrai, Pikachu, Ho-oh, Mewtwo, Metagross, Slowpoke i Charizard. La temàtica va ser "Paisatges Pokémon".[20]
- Segona edició (2019-2020). Els Pokémon escollits eren Charizard, Pikachu, Tyranitar, Milotic, Lucario, Genesect, Wishiwashi i Zacian. La temàtica va ser "Moments guais" en un entorn forestal o de ciutat.[21]
- Tercera edició (2021-2022). Els Pokémon escollits són Bulbasaur, Pikachu, Arcanine, Rapidash de Galar, Scizor, Greninja, Cramorant i Charizard. La temàtica és "Vida diària".[19]